# Bredaer Bruch
Das Gebiet Bredaer Bruch ist ein 2009 durch das Regierungspräsidium Detmold ausgewiesenes Naturschutzgebiet (NSG-Nummer LIP–095) in der nordrhein-westfälischen Stadt Lemgo im Kreis Lippe in Deutschland.

## Lage
Das rund 89 Hektar große Naturschutzgebiet Bredaer Bruch gehört naturräumlich zum Lipper Bergland. Es erstreckt sich rund vier Kilometer nordwestlich der Lemgoer Stadtmitte, nördlich des Bienberges zwischen den Ortsteilen Entrup im Südosten und Brüntorf im Nordwesten.

## Beschreibung
Das Schutzgebiet Bredaer Bruch wird als ein „großes geschlossenes Waldgebiet (= Lemgoer Stadtwald) mit einem hohen Anteil naturnaher Laubwaldbestände unterschiedlicher Altersklassen und Quellbachsystemen, Bach-Erlen-Eschenwäldern, Waldmeister-Buchenwald sowie Eichen-Hainbuchenwäldern auf Löss-Pseudogley am östlichen Hangfußbereich der Salzuflener Höhen“ beschrieben.

## Schutzzweck
Wesentlicher Schutzzweck ist die „Erhaltung und Optimierung eines zum Teil altholzreichen, von naturnahen Bachsystemen durchzogenen Waldgebietes aus naturnahen Buchenwäldern, Eichen-Hainbuchenwald sowie bachbegleitenden Erlen-Eschenwäldern“.

## Flora und Fauna

### Flora
Aus der schützenswerten Flora sind besonders die im Gebiet vorkommenden „Arten der Roten Liste der gefährdeten Pflanzen in Nordrhein-Westfalen“ (Auswahl) zu nennen:
- Berg-Ehrenpreis
- Buchenfarn
- Echte Nelkenwurz
- Gegenblättriges Milzkraut
- Großes Hexenkraut
- Kriechender Günsel
- Moor-Birke
- Schönes Widertonmoos
- Sumpf-Vergissmeinnicht
- Wald-Veilchen
- Wechselblättriges Milzkraut

### Fauna
Aus der schützenswerten Fauna sind besonders die im Gebiet vorkommenden „Arten der Roten Liste der gefährdeten Tiere in Nordrhein-Westfalen“ und Tierarten nach FFH-Richtlinie zu nennen:
- Waldkauz[6]